# 杜納伊夫齊

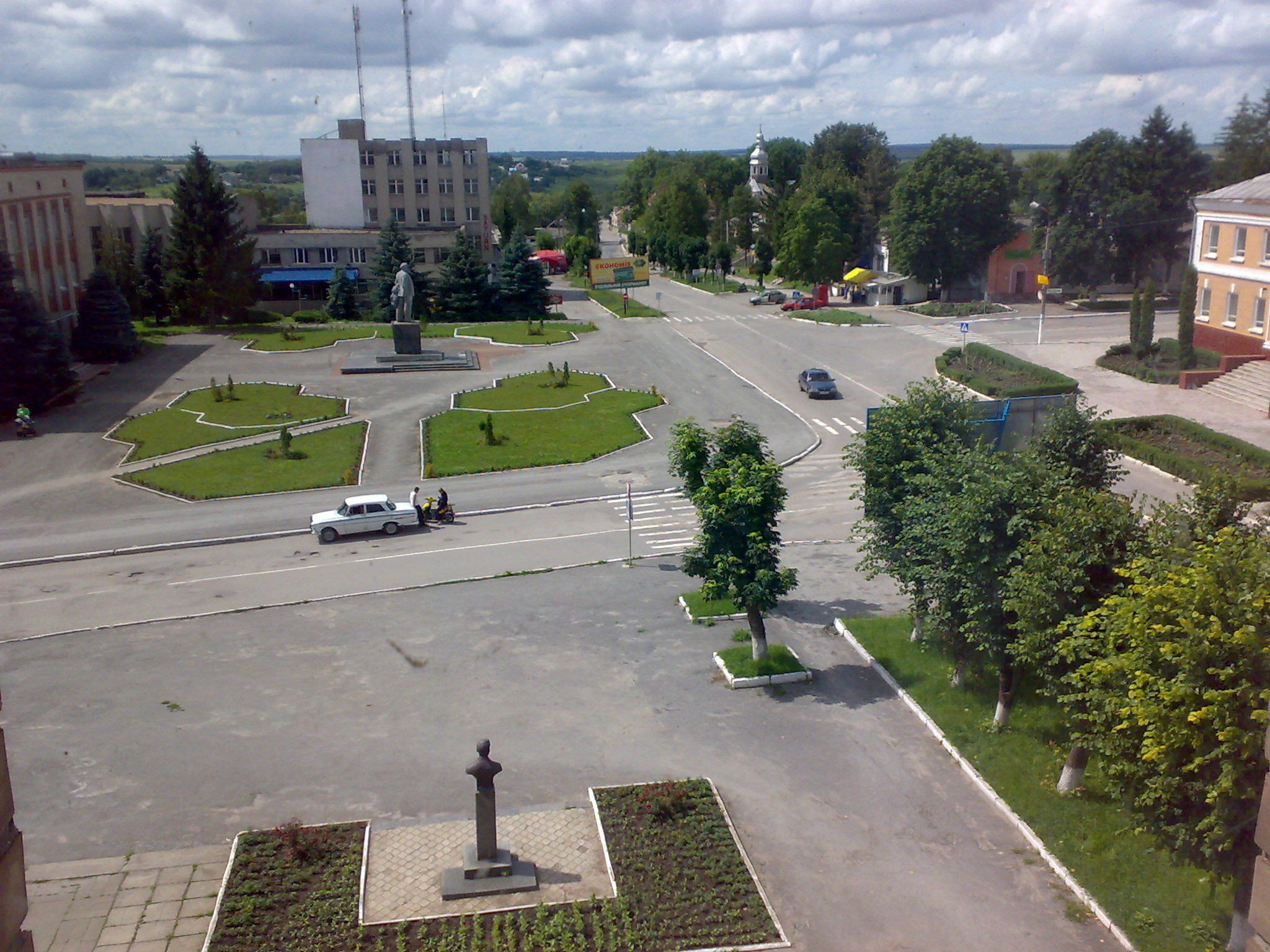

杜納伊夫齊（烏克蘭語：Дунаївці），或译为杜纳耶夫齐，是烏克蘭西部赫梅利尼茨基州卡緬涅茨-波多利斯基區杜纳伊夫齐市镇内的城市及行政中心。面積1.91平方公里，海拔高度300米，人口15,010，人口密度每平方公里8,493人。